# Germanós de Pátras
Germain, évêque de Patras (en grec moderne : Παλαιών Πατρών Γερμανός, dans le monde Georges Gotzias), né le 25 mars 1771 et mort le 30 mai 1826, est un métropolite de Patras en Grèce.

## Biographie
Il naquit à Dimitsána, en Arcadie, dans le Péloponnèse.
Il est resté célèbre pour avoir, selon la tradition, béni l'étendard de la liberté au monastère Sainte-Laure (Aghía Lávra) près de Kalávryta, le 25 mars 1821, donnant ainsi le signal de l'insurrection de la guerre d'indépendance grecque. Le texte complet de son exhortation patriotique aux insurgés est reproduit dans le journal français Le Constitutionnel, le 6 juin 1821. 
Après un séjour en Europe de l'ouest, il retourna en Grèce en 1824.
En avril 1826, il fut nommé président de l'une des deux commissions gouvernementales créées lors de la troisième Assemblée nationale grecque, mais mourut quelques semaines plus tard de maladie à Nauplie.
Sa statue orne l'esplanade de l'université d'Athènes.